# Il'ja Samošnikov
Il'ja Andreevič Samošnikov (in russo Илья Андреевич Самошников?; Mosca, 14 novembre 1997) è un calciatore russo, difensore della Lokomotiv Mosca.

## Caratteristiche tecniche
È un terzino sinistro.

## Carriera

### Club
Ha esordito in Prem'er-Liga il 27 giugno 2020 disputando con il Rubin l'incontro perso 2-0 contro la Lokomotiv Mosca.

### Nazionale
Il 1º settembre 2021 esordisce in nazionale maggiore nel pareggio per 0-0 contro la Croazia.
Il 19 novembre 2024 realizza il suo primo gol per la massima selezione russa nel successo per 4-0 in amichevole contro la Siria.